# Joseph Whitaker

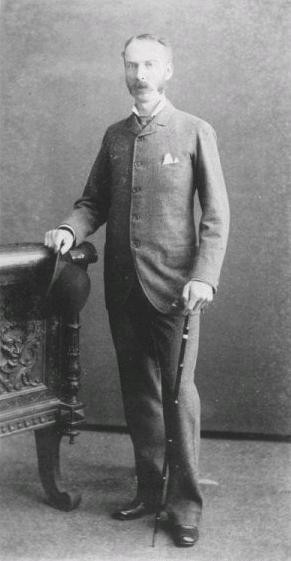
Whitaker 1880

Joseph Isaac Spadafora Whitaker (* 19. März 1850 in Palermo; † 3. November 1936 in Rom) war ein sizilianisch-britischer Ornithologe, Archäologe und Sportler. Bekannt wurde er vor allem durch seine wissenschaftlichen Arbeiten über die Vogelwelt in Tunesien, seine Ausgrabungen auf der kleinen Mittelmeerinsel Mozia nahe Marsala und als Gründungsmitglied des sizilianischen Fußballvereins US Palermo.

## Leben
Die Familie Whitakers stammte aus Yorkshire. Whitakers Vater Joseph (1802–1884), vor allem aber der Bruder seiner Mutter, Benjamin (1838–1922), waren im Weingeschäft groß. Beide gingen um 1820 nach Marsala und handelten erfolgreich mit den dort an- und ausgebauten Süßweinen. Bereits der Urgroßvater William Ingham (1730–1769) war mit seinen Bankgeschäften wohlhabend geworden, aber mit dem Weingeschäft wurde die Familie überaus vermögend. Die Whitakers vermochten es, eine regelrechte Weinindustrie aufzubauen. Mehrere Familienmitglieder wechselten dauerhaft nach Sizilien. Whitakers Mutter war Eliza Sophia Sanderson (1816–1885). Er selbst verbrachte seine Schulzeit in London auf der Harrow School. 1883 heiratete er in Palermo Catherine Scalia (1858–1957), die Tochter von General Alfonso Scalia (* 1828). Sie hatten zusammen zwei Töchter, Sophia, Jahrgang 1884, und Cordelia (1885). Die Ältere heiratet 1922 den 18 Jahre älteren Antonino Di Giorgio, der unter Mussolini Kriegsminister wurde.
Auch Whitaker verstand es, das Weinimperium weiter auszubauen. Er blieb mit seinem Wohnsitz in Palermo, wahrscheinlich, weil ihm das über 100 Kilometer weit entfernte Marsala zu provinziell erschien, und baute sich dort nach seiner Heirat die Villa Malfitano nahe dem Castello della Zisa. Dieser städtische Wohnsitz hatte eine überdachte Fläche von 1000 m² und wurde in neoklassischer Architektur errichtet, die teilweise mit Elementen des Jugendstils verschmolz. Die Kosten für Kauf und Umbau des Geländes, die Errichtung des Gebäudes sowie dessen Ausstattung beliefen sich auf 1,2 Millionen Lire.
In diesen Jahren der Belle Époque war das Haus der Schauplatz für rauschende Feste und wurde auch von Mitgliedern der britischen und italienischen Königsfamilie besucht. Catharina Whitaker kannte Richard Wagner, Benito Mussolini, den Kaiser und Edward VII., Eugénie de Montijo, die Ehefrau Napoleon III. und Queen Mary.
Whitaker selbst war Gründer und Präsident der Gesellschaft zur Verhinderung von Tierquälerei in Palermo. Auch war er hauptverantwortlich für die Gründung des US Palermo in den späteren 1880er Jahren, dessen erster Präsident er war.

## Ornithologische und archäologische Sammlungen

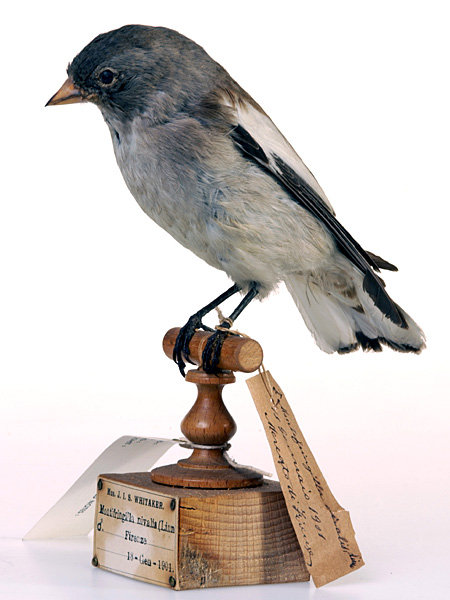
Schneesperling

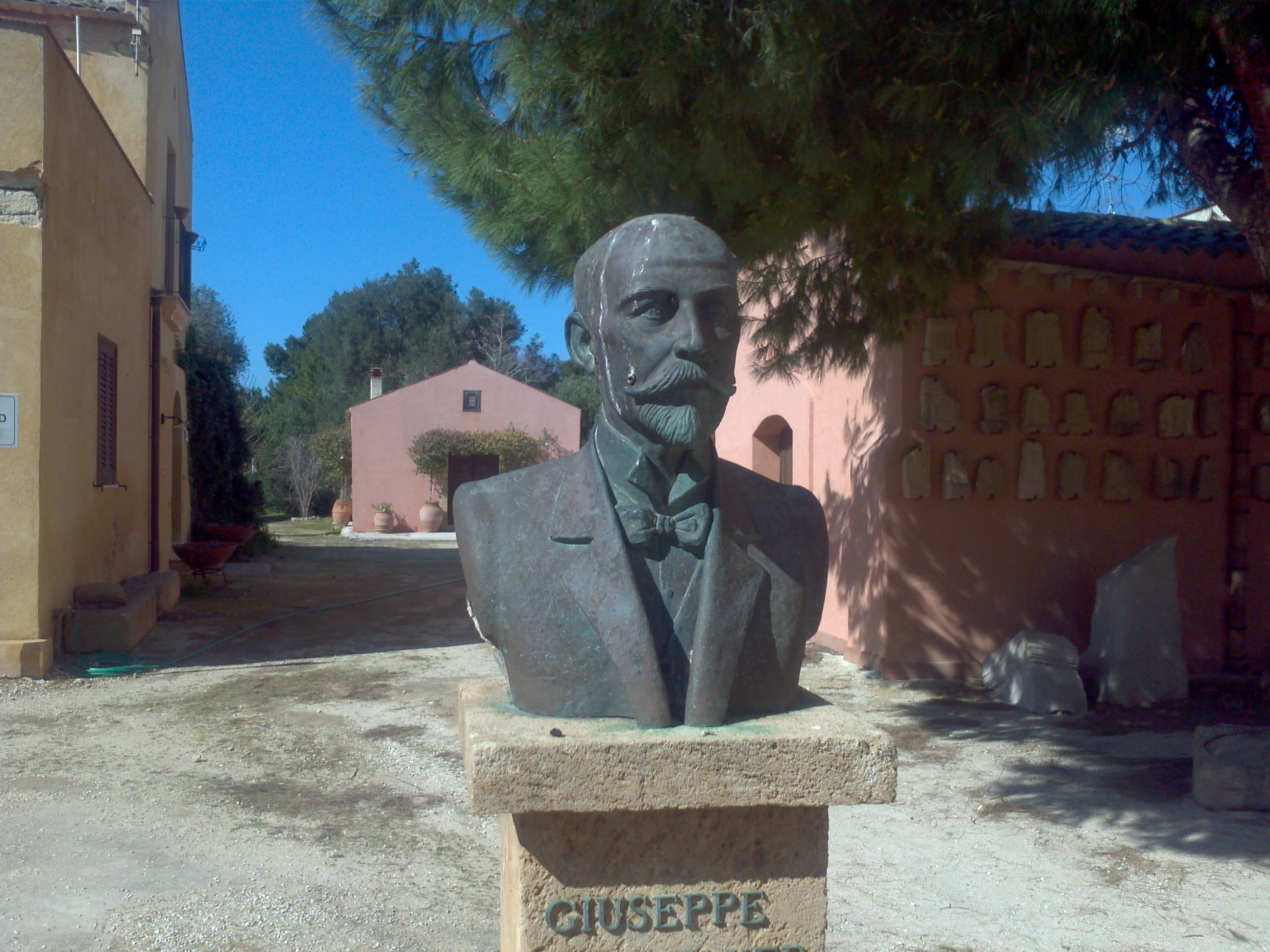
Büste von Whitaker vor dem Museum auf der Insel Mozia

1891 trat der begeisterte Ornithologe Whitaker der Britischen Ornithologen-Union bei. Expeditionen nach Tunesien folgten in den Jahren 1894–1904. Mit wissenschaftlicher Akribie und Energie hielt er in Notizen zu Skizzen gewonnene Informationen über die Naturgeschichte der Vögel sowie andere Tiere und auch die Flora von Tunesien fest. Im Erdgeschoss seinem Stadtpalais in Palermo baute er eine Sammlung mit Vögeln und Nestern aus Tunesien auf. Außerdem war dort nach einigen Jahren eine annähernd vollständige Sammlung sizilianischer Vögel und, unter Mitwirkung von Edward Dobson, der Vögel von Marokko und anderer Gebiete des Mittelmeerraums entstanden. Teile dieser Sammlungen sind heute im Natural History Museum in London zu sehen. Die sizilianischen Vögel Whitakers sind zwischen dem Royal Scottish Museum und dem Ulster Museum in Belfast aufgeteilt.
Um die Vogelwelt auf der kleinen Insel Mozia in Sichtweite Marsalas ungestört studieren zu können, kaufte er 1888 die Insel kurzerhand und war überrascht von den historischen Fundstücken, die er dort vorfand. Sein Interesse an den Vögeln ging zu einem archäologischen Interesse über. Bis 1921 konnte er mit seinen Mitarbeitern mehrere Tausend Fundstücke bergen. Auf der Insel errichtete er ein kleines Museum. Die Insel sowie die vorgelagerte, größere Insel Isola Grande gehören heute der Fondazione Whitaker, die das Erbe Whitakers bewahrt.
Im Englischen Mansfield in Nottinghamshire wurde 1963 eine Schule nach Whitaker benannt, dessen Familie von der nahe gelegenen Rainworth Lodge stammt.

## Veröffentlichungen (Auswahl)
- Fachaufsätze
  - Notes on some Tunisian birds. Ibis 78–100, m. Karte 1894
  - Additional notes on Tunisian birds. Ibis 85–106, m. Karte 1895
  - Further notes on Tunisian birds. Ibis 87–99, m. Karte 1896
  - On Turnox sylvatica in Sicily Ibis 290–291. 1896
  - Description of Two new species, Garrulus ornops, sp. nov., and Rhodopechys alicna, sp. nov. Bull. Brit.Orn.Club vol. 8.pxvii 1897
  - Further notes on Tunisian birds Ibis 125–132. 1898
  - On the Grey Shrikes of Tunisia Ibis 288-231. 1898
  - On a collection of birds from Morocco with descriptions of Lanius algieriensis dodsoni, subsp. nov. (p. 599) and of Octocorys atlas (p.xiii) Ibis 592–610. 1898
  - Description of a new Chat, Saxicola caterinae, sp. nov., from Algeria and Morocco, and a new crossbill, Loxia curvirostra poliogyna, subsp. nov., from Tunisia Ibis 624–625. 1898
  - Description of a new species of Shore-Lark, Otocorys atlas, from the Atlas Mountains of Morocco. Bull. Brit. Orn. Club. Vol. 7, p.xlvii (p 432 of Ibis) 1898
  - On an Abnormal nest of Ardea cinerea Bull. Brit. Orn. Club. vol. 8, p.xxxvii. 1899
  - On the Occurrence of Caprimulgus aeggptius, Palermo Ibis 475–476
  - Recent Archaeological Research at Motya, 1920 S. 177–180
- Bücher
  - The Birds of Tunisia, 2 Bd. xxxii, 294; xviii, 410, 17 ganzseitige Stiche, von denen 15 von Henrik Grönvold handkoloriert sind, 2 Photogravren, 1 Farbklappkarte; London, 1. Aufl. auf 250 Exempl. limitierte Aufl., 1905 Volltext
  - Motya, a Phoenician colony in Sicily, G. Bell, 1921, 357 S.